# PDK (трансмиссия)

PDK (нем. Porsche DoppelKupplungsgetriebe, буквально — с двойным сцеплением трансмиссия от Порше) — трансмиссия с двумя сцеплениями разработки автомобилестроительной компании Porsche AG. Исторически является одной из первых работоспособных трансмиссий данного типа (1981 год).

## История проекта
Идея трансмиссии с двумя сцеплениями не принадлежит Porsche, но именно Porsche удалось создать первый работоспособный многоступенчатый агрегат и практически подтвердить работоспособность концепции. Названная Porsche Doppel Kupplungs (getrieb) первая трансмиссия была создана к 1981 году, состояла из двух сухих сцеплений и 5-ступенчатой коробки передач с полуавтоматическим управлением, и предназначалась для спортивных автомобилей Porsche, участвующих в гонках на выносливость (автомобили группы С). Porsche тестировала трансмиссию 4 года на Porsche 956 и Porsche 962, однако успех был локальным — трансмиссия позволила выиграть несколько гонок, обеспечивала более быстрый разгон, но оказалась более энергозатратной (порядка 20 л. с.) и тотального преимущества не обеспечивала. Помимо спортивных автомобилей в Porsche тестировали трансмиссию на раллийном Audi Sport quattro — трансмиссия была указана в омологационной форме A-264, применялась в гонках, и с такой трансмиссией Вальтер Рёрль выиграл австрийское ралли Семперит 1985 года. Но по итогу 1986 года в Porsche отказались от дальнейшего активного внедрения концепции.
Второе поколение трансмиссии PDK в работоспособном виде было создано более чем 20 лет спустя — к 2008 году. Трансмиссия получила мокрые многодисковые сцепления и 7-ступенчатую автоматическую коробку передач, и предназначалась уже не для спортивных, а для дорожных автомобилей Porsche, а именно Porsche 997 в модификациях 911 Carrera и 911 Carrera S, где она заменила устаревший Типтроник. В дальнейшем трансмиссия получила модификацию под увеличенный крутящий момент для возможности использования на модификациях 911 turbo и 911 turbo S. Современные (2023 год) PDK фактически являются моделью 2008 года, применяются на задне- и среднемоторных Porsche 911, Porsche Boxster, Porsche Cayman, а также на переднемоторных Porsche Panamera. По данным Porsche из двух вариантов трансмиссий — канонической с механической коробкой передач и автоматической PDK — PDK выбирают порядка 75 % покупателей.

## Конструктивная специфика современных PDK

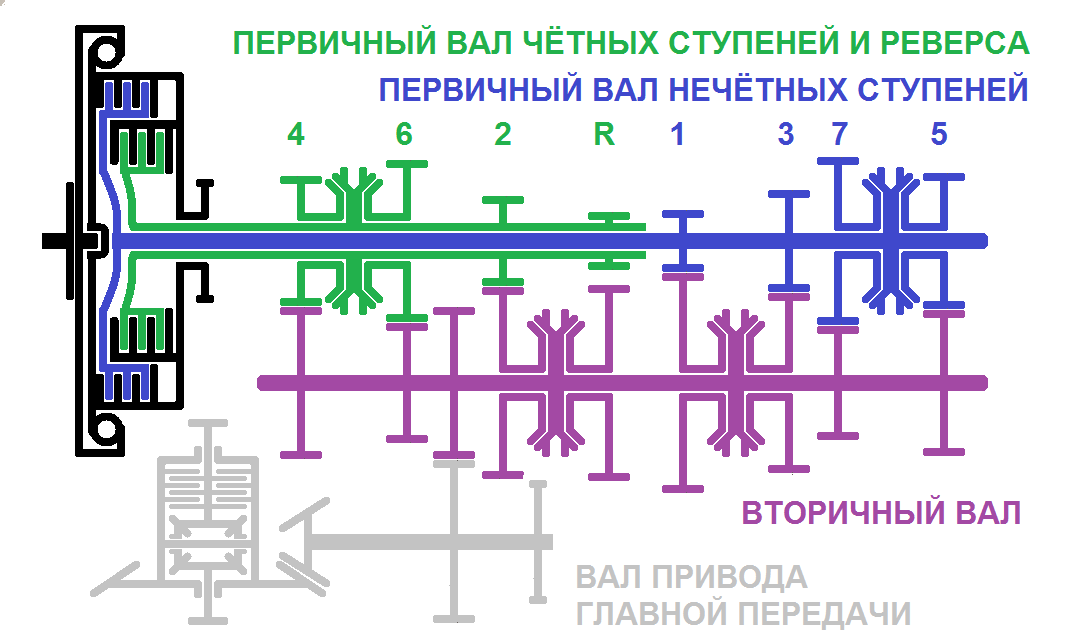
Кинематическая схема 7-ступенчатой трансмиссии PDK для заднемоторных шасси с оппозитными моторами (Porsche 911, Porsche Cayman, Porsche Boxster)

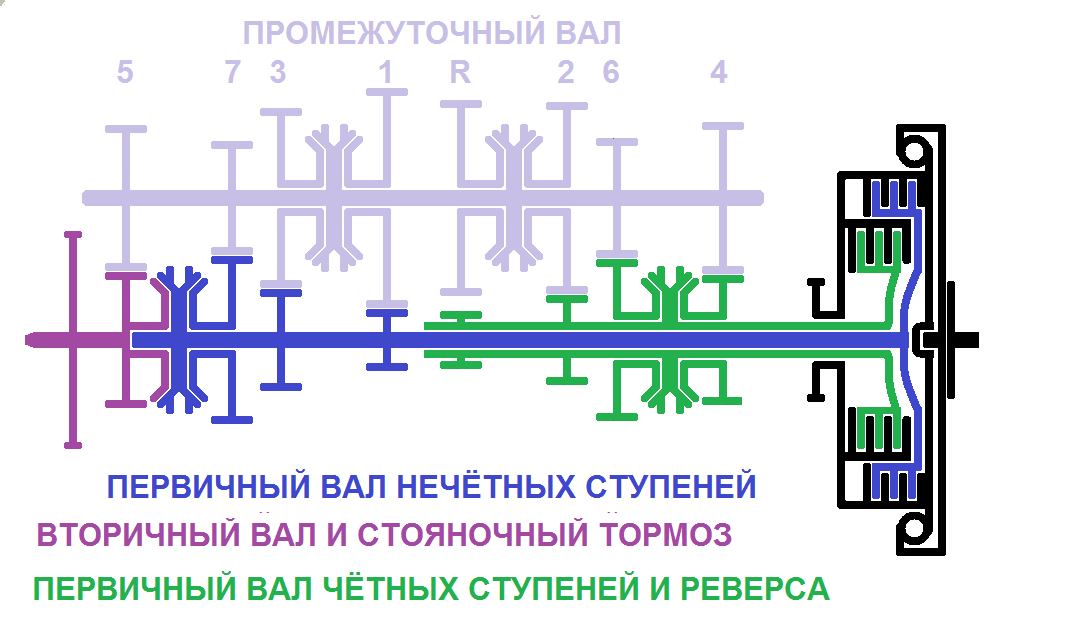
Кинематическая схема 7-ступенчатой трансмиссии PDK для переднемоторных шасси с V-образными моторами (Porsche Panamera, Porsche Macan)

Современные PDK есть частный случай автоматической трансмиссии с двумя сцеплениями. В общем случае трансмиссионный агрегат PDK состоит из собранных в единый узел двух мокрых многодисковых сцеплений и коробки передач с продольно расположенными валами и семью или восемью ступенями переднего хода. 7-ступенчатые агрегаты созданы в Porsche при участии компании ZF Friedrichshafen AG, и в четырёх модификациях под переднее или заднее расположение двигателя выпускаются на ней же. В процессе движения автомобиля могут работать в как в полностью автоматическом режиме, так и допускать ручное переключение ступеней.
Сцепления мокрого типа, в виде так называемых многодисковых фрикционных пакетов, расположены концентрически одно снаружи другого в общем закрытом корпусе-барабане, который в свою очередь соединён с двухмассовым маховиком двигателя. Ведомые фрикционные диски внешнего сцепления соединены с первичным валом, на котором расположены передачи нечётных ступеней (1, 3, 5, 7). Ведомые фрикционные диски внутреннего сцепления соединены с полым первичным валом, на котором расположены передачи чётных ступеней и реверса (2, 4, 6, R). Для создания давления в нажимных дисках сцепления и охлаждения дисков фрикционных пакетов используется специальная жидкость. Она же используется и в гидросистеме управления штоками переключения передач. Смазка и охлаждение самих передач осуществляются трансмиссионным маслом. Гидроблок привода сцепления и привода штоков переключения ступеней, включающий в себя соленоиды и золотниковые клапаны, расположен под редукторным узлом коробки передач. Привод масляного насоса осуществляется зубчатой передачей от барабана сцепления. Электронный блок управления работой PDK находится в постоянной связи с блоком управления двигателем и блоком управления ABS/PSM для оптимизации моментов переключения и идеально согласования оборотов двигателя во время переключения.
Трансмиссионный агрегат для заднемоторных шасси выполнен в сборе с главной передачей по схеме transaxle и двухвальным редукторным узлом (несоосная схема валов и без прямой передачи). Передача мощности на заднюю ось здесь обеспечивается отдельной зубчататой передачей со вторичного вала и коротким валом привода ведущей шестерни главной передач. Передача мощности на переднюю ось здесь обеспечивается соединительной муфтой с торца вторичного вала. Трансмиссионный агрегат для переднемоторных шасси выполнен по классической схеме и трёхвальным редукторным узлом (соосная схема валов и с прямой передачей).   